# 피우정

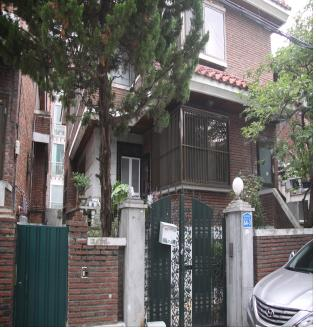
피우정 현재모습

피우정은 서울시 광진구 구의동 210-10 (舊 주소: 성동구 구의리 236-6)에 위치하고 있다. 
평생을 독립운동에 헌신하며 자신보다 남을 돌보던 대한민국임시정부 국무위원을 역임하신 운암 김성숙(雲巖 金星淑)선생이 말년에 가난과 병고로 지내는 것을 안 지인들이 11평짜리 방 한 칸을 마련하였다.
운암 선생의 동지인 독립운동가 구익균 선생이 대지 20평을 제공하고, 지인들이 건축비 207,500원을 모금하여 1964년 피우정을 건립하였다.
노산 이은상 선생이 ‘비나 피하라’는 뜻으로 피우정(避雨亭)이라 명명하였다.

## 사진

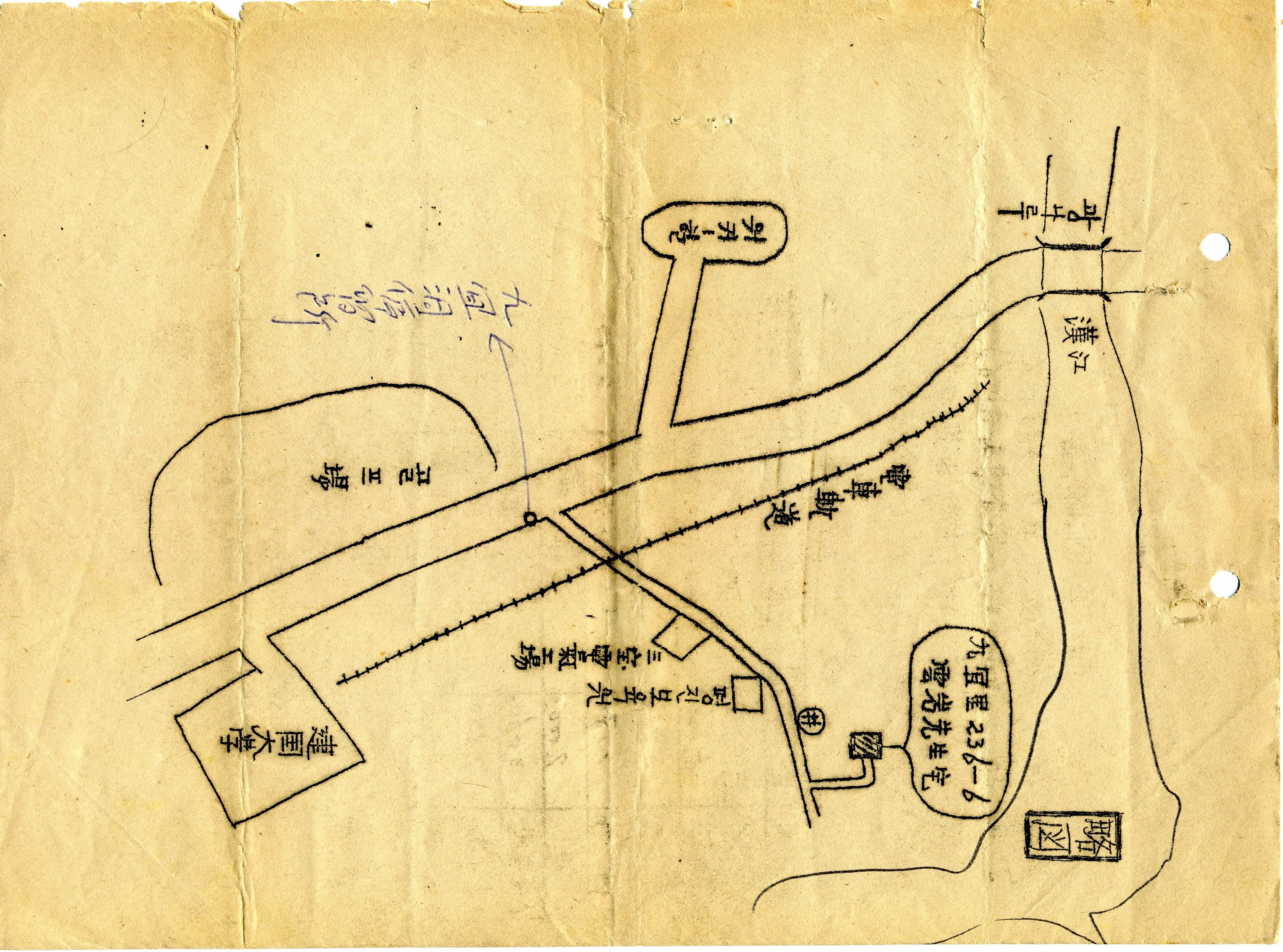
피우정 집터
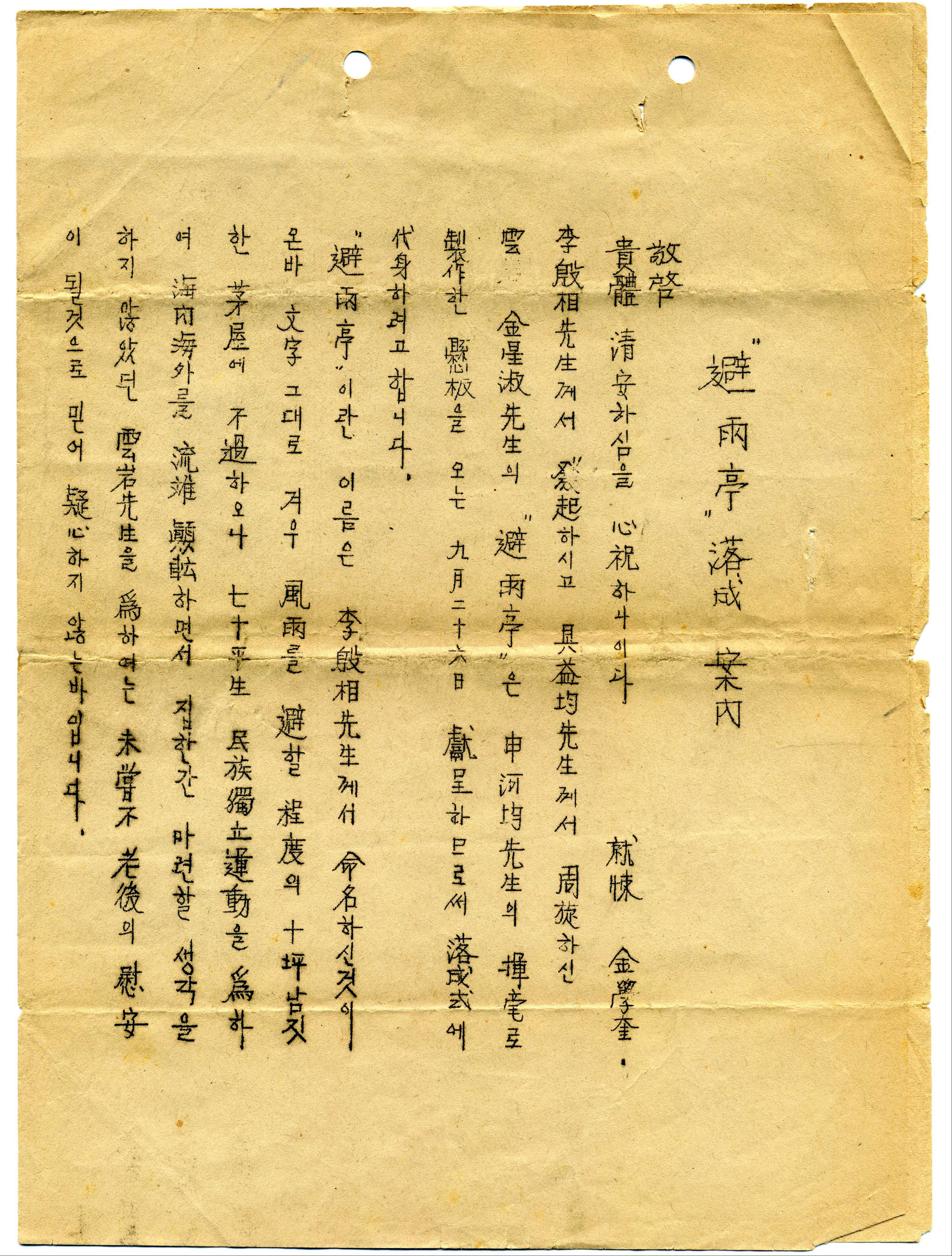
낙성식 안내문
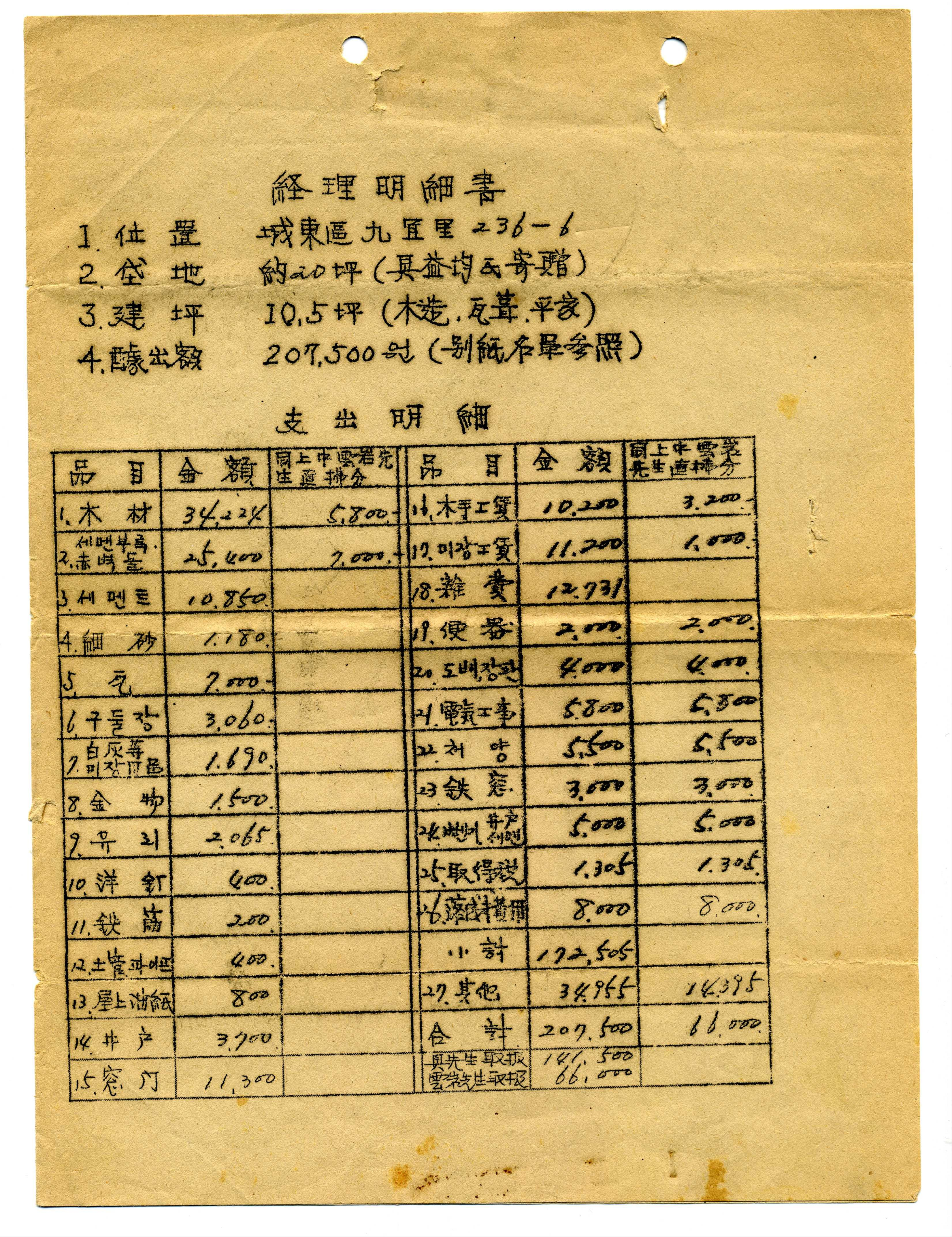
당시 건축비 내역서
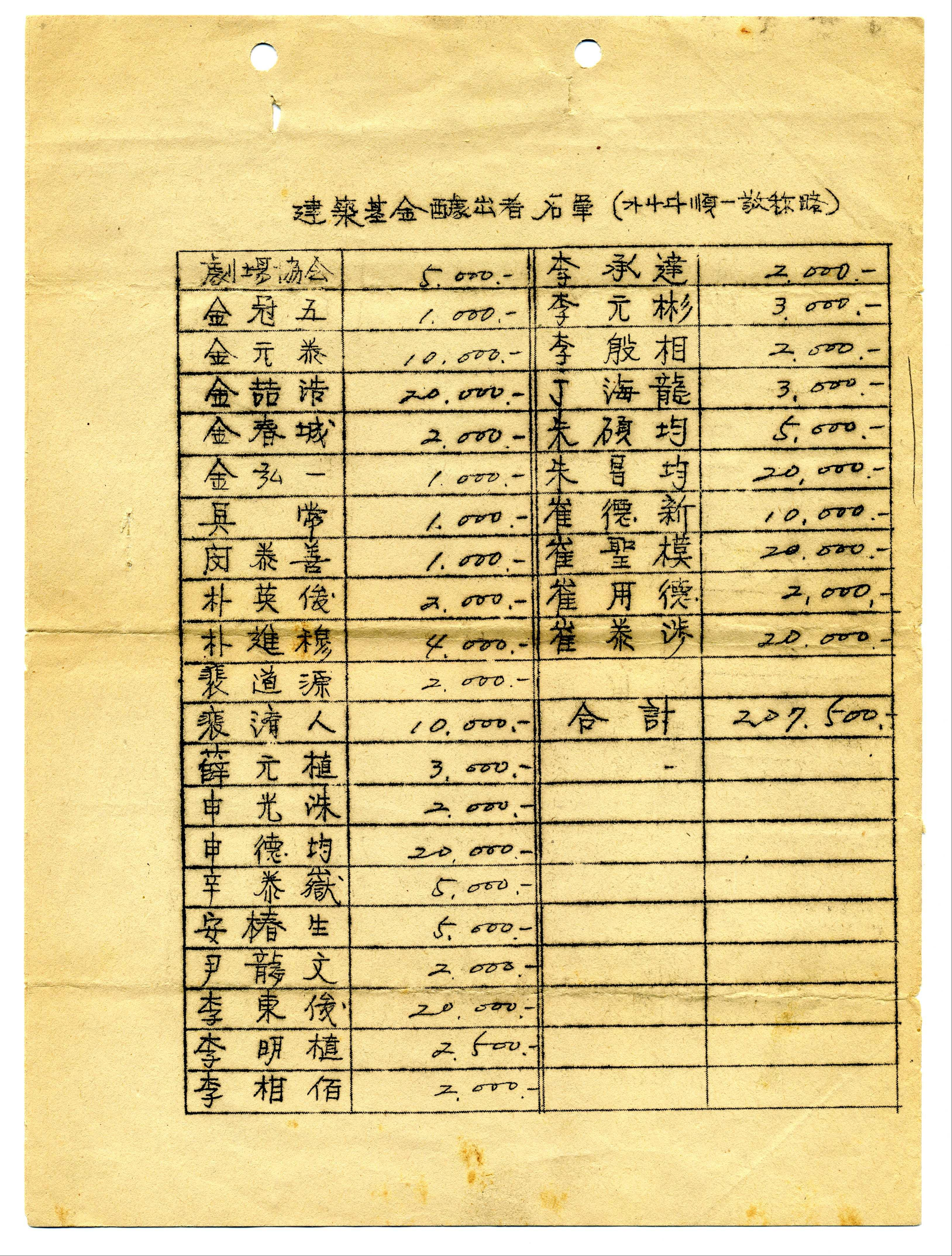
노산 이은상 선생등 모금 31인 명단

## 참고 문헌
- www.kimsungsuk.or.kr